# Pennsville (New Jersey)
Pennsville – jednostka osadnicza w Stanach Zjednoczonych, w stanie New Jersey, w hrabstwie Salem.